# Vigan (Filipiny)
Vigan – miasto na Filipinach, w regionie Ilocos, w północno-zachodniej części wyspy Luzon. Stolica prowincji Ilocos Sur. Według spisu ludności z maja 2020 roku, zamieszkiwało je 53 935 mieszkańców. W 1999 dzielnica kolonialna została wpisana na listę światowego dziedzictwa UNESCO.